# Swimsports
Swimsports, vormals Interverband für Schwimmen (IVSCH), ist die Vereinigung der am Schwimmsport interessierten Verbände und Institutionen der Schweiz.

## Geschichte
Der Zusammenschluss der am Schwimmsport interessierten Verbände und Institutionen hat in der Schweiz eine lange und sehr breite Tradition. Dazu gehören neben den im Schweizerischen Schwimmverband (FSN) vertretenen vier olympischen Schwimmsportarten (Becken- und Freiwasserschwimmen, Wasserspringen, Synchronschwimmen, Wasserball), insbesondere auch der Schulsport, der Breitensport und das Rettungsschwimmen.
1941 Gründung der „Interverbandskommission“ – IVK
1956 Umbenennung auf „Interverband für Schwimmen“ – IVSCH
2002 Umbenennung auf „swimsports.ch“, Vereinigung der am Schwimmsport interessierten Verbände und Institutionen

## Mitglieder
Gründungsmitglieder:
| EHSM  | Eidgenössische Hochschule für Sport Magglingen |
| SBV   | Schweizerischer Badmeister-Verband             |
| SLRG  | Schweizerische Lebensrettungs-Gesellschaft     |
| SSCHV | Schweizerischer Schwimmverband                 |
Weitere Mitglieder:
| APR             | Association des piscines romandes et tessinoises              |
| HEER            | Kommando Ausbildung Heer                                      |
| IBSW            | Institut für Bewegungs- und Sportwissenschaften ETH-Zürich    |
| ISPW            | Institut für Sportwissenschaft der Uni Bern                   |
| ISSEP           | Université de Lausanne: Sport Union Schweiz                   |
| LLS             | Lungenliga Schweiz                                            |
| PLUSPORT        | Behindertensport Schweiz                                      |
|                 | Pro Senectute Schweiz                                         |
|                 | Rheumaliga Schweiz                                            |
| SATUS           | Sportverband                                                  |
| SVG             | Schweizerische Vereinigung für Gesundheits- und Umwelttechnik |
| SVH             | Schweizerischer Verband Halliwick                             |
| SVSS            | Schweizerischer Verband für Sport in der Schule               |
| SUSV            | Schweizer Unterwasser-Sport-Verband                           |
| Swiss Triathlon | Schweizerischer Triathlon-Verband                             |
| VHF             | Verband Hallen- und Freibäder                                 |

## Aufgaben
Swimsports.ch hat sich entsprechend der breiten Mitgliederstruktur vielfältige Aufgaben gesetzt:
- Möglichst vielen Menschen aller Altersstufen die Möglichkeit bieten, den Schwimmsport in einer seiner vielen Facetten regelmässig erleben zu lassen
- Sicherstellung einer qualitativ hochstehenden Ausbildung von Leitenden im Schwimmsport
- Kinder und Jugendliche sowie Erwachsenen schwimmen zu lehren
- Koordination der Schweizerischen Tests im Schwimmsport
- Förderer und Partner in für den Schwimmsport interessanten Projekten
- Führung eines schweizerischen Informations- und Dienstleistungszentrums im Interesse der Mitglieder und am Schwimmsport Interessierten

Dazu gehört eine umfangreiche Öffentlichkeitsarbeit mit Unterstützung von Bund, Kantonen und Sponsoren, die Ausbildung von Schwimm-Instruktoren (SI) (Fachlehrer), Kursleitern (Baby-, Kinder-, Schul-, Seniorenschwimmen etc.), Jugend- und Sport-Leitern und Trainern für den Leistungssport, Organisation von überregionalen Breitensportveranstaltungen (See-Überquerungen, Fluss-Schwimmen), Lehrunterlagen für Schulen, Schwimmtests, Forschung, Sicherheit, Qualitätsmanagement, Zertifizierung von Schwimm-Schulen etc.

## Weblink
- swimsports.ch – Internetportal des Verbandes